# Ignacio Jáuregui
Ignacio Jáuregui Díaz (ur. 31 lipca 1938 w Guadalajarze) – meksykański piłkarz występujący na pozycji obrońcy. Trener piłkarski.

## Kariera klubowa
W swojej karierze Jáuregui reprezentował barwy zespołów Club Atlas oraz CF Monterrey. Wraz z Atlasem w sezonie 1959/1960 wywalczył wicemistrzostwo Meksyku, a w sezonie 1961/1962 zdobył Puchar Meksyku.

## Kariera reprezentacyjna
W reprezentacji Meksyku Jáuregui zadebiutował w 1959 roku. W 1962 roku został powołany do kadry Mistrzostwa Świata. Zagrał na nich w meczach z Hiszpanią (0:1) i Czechosłowacją (3:1), a Meksyk zakończył turniej na fazie grupowej.
W 1966 roku Jáuregui ponownie znalazł się w zespole na Mistrzostwa Świata. Wystąpił na nich w pojedynku z Anglią (0:2), a Meksyk ponownie odpadł z turnieju po fazie grupowej.
W latach 1959–1967 w drużynie narodowej Jáuregui rozegrał 32 spotkania i zdobył 1 bramkę.

## Kariera trenerska
Jako trener Jáuregui prowadził CF Monterrey, reprezentację Meksyku, Club León, Leones Negros, Tampico Madero, Coyotes Neza, Deportivo Toluca, Cobras, Correcaminos, Santos Laguna oraz CF Pachuca. Wraz z Leones Negros w sezonie 1976/1977 wywalczył wicemistrzostwo Meksyku.